# Пирттиярви (озеро, Калевальский район)
Пирттиярви, Перкиярви — пресноводное озеро на территории Луусалмского сельского поселения Калевальского района Республики Карелии.

## Общие сведения
Площадь озера — 2,5 км², площадь водосборного бассейна — 11,1 км². Располагается на высоте 162,3 метров над уровнем моря.
Форма озера лопастная, продолговатая: оно вытянуто с запада на восток. Берега каменисто-песчаные, местами заболоченные.
Из восточной оконечности озера вытекает безымянный водоток, который, протекая через озёра Кесяярви и Полвилампи, впадает с левого берега в реку Ухту в свою очередь впадающую в озеро Среднее Куйто.
В озере расположено не менее семи безымянных островов различной площади.
К югу и востоку от озера проходит лесовозная дорога.
Код объекта в государственном водном реестре — 02020000811102000004708.